# Alberto Rinaldi
Alberto Rinaldi (Cetona, 25 marzo 1869 – Cetona, 27 settembre 1935) è stato un medico italiano. Noto per i risultati ottenuti nella cura dell'artrite.

## Biografia
Alberto Rinaldi nasce a Piazze, una frazione del comune di Cetona nella bassa Senese, da una delle più agiate famiglie della zona.
Si laurea in medicina all'Università di Firenze nel 1894 e successivamente dopo aver studiato omeopatia in Germania torna al paese natale come Medico condotto.
Il dottor Rinaldi, oltre a dedicarsi alla cura dei propri assistiti, è alla ricerca di una cura per la tubercolosi, una malattia molto diffusa in quegli anni. Proprio sperimentando un nuovo metodo di somministrazione di farmaci allora conosciuti ottiene risultati apprezzabili che, man mano che la notizia si diffonde, portano al suo ambulatorio malati dai paesi vicini, poi da tutta Italia ed infine anche dall'estero.
Incominciano a parlarne i maggiori quotidiani nazionali ed interviene il mondo accademico chiedendo relazioni e spiegazioni. Questo provoca l'avversione nei suoi confronti della medicina scientifica e viene osteggiato da molti luminari che lo considerano un ciarlatano.
La lista dei pazienti curati dal Rinaldi si fa sempre più importante. Ai semplici paesani e contadini si aggiungono nomi famosi: Bernardino Molinari, Artur Rodziński, Ossip Gabrilowitsch, Francesco Boncompagni Ludovisi, Carlo Zecchi, Isidoro Fagoaga.
Anche Mussolini gli chiede di curare la figlia Anna Maria, ma lui si rifiuta: qualcuno dice per sgarbo al Duce, ma forse, più semplicemente, perché non riteneva la cura idonea alla sua malattia.
Muore tragicamente, la notte del 27 settembre 1935, nel giardino della propria abitazione, mentre tornava da una delle solite visite notturne, assassinato a bastonate.
 Col denaro ricavato dalle sue cure il Rinaldi aveva raggiunto una certa agiatezza finanziaria, dopo la sua morte furono rinvenute banconote per un milione e trecentomila lire sparse nei cassetti del suo ambulatorio, e aveva iniziato a prestare denaro. Dell'omicidio, furono accusati il compaesano Leopoldo Moretti e due suoi figli di cui soltanto il primo, dopo un lungo processo, fu condannato a 21 anni di carcere,  .

### La borsite di Arturo Toscanini
Nell'autunno del 1931 Arturo Toscanini è costretto improvvisamente a sospendere la stagione di concerti con la Filarmonica di New York. Ha una dolorosa borsite a braccio e spalla destra, tanto che gli ultimi concerti li ha diretti con il braccio sinistro. Le terapie suggerite da specialisti e luminari, sia americani che europei, si rivelarono inutili.
Dai giornali apprende la notizia dei prodigi compiuti dal dottore di Piazze, Alberto Rinaldi, e malgrado pochi mesi prima sia stato aggredito dai fascisti al Comunale di Bologna, perché si era rifiutato di dirigere Giovinezza, l'antifascista Toscanini decide allora di rientrare in Italia, per provare questa cura.
Nei primi mesi del 1932 Toscanini seguì le cure del dott. Rinaldi che gli consentirono di riprendere la direzione dei concerti.
Le fiale di Rinaldi sanano immediatamente il maestro che, entusiasta dei risultati ottenuti, ripassa a più riprese dal paese per sottoporsi a terapie di mantenimento.
Toscanini non ebbe più problemi, tanto che continuò a dirigere orchestre fino al 4 aprile 1954 quando diresse la NBC Symphony Orchestra alla Carnegie Hall di New York all'età di 87 anni.

## Indagini farmacologiche dopo la sua morte
Dopo la sua morte il suo laboratorio fu sottoposto ad un'accurata perquisizione per conto dell'Istituto superiore di sanità ed i risultati pubblicati in una nota dello stesso. Le analisi chimiche condotte su fialette e altri contenitori rinvenuti nello studio suggerirono che la sua cura consistesse nell'iniezione di tre sostanze: metilarsinato sodico, nitrato di stricnina e glicerofosfatico sodico, a cui in alcuni casi erano aggiunte pennellature di tintura di iodio.